# Венгард-2
«Венгард-2» (англ. Vanguard 2) Авангард — передовий), інша назва «Венгард SLV-4» — американський метеорологічний супутник, розроблений для вивчення хмарного покриву землі. «Венгард-2E» був останнім супутником із серії «Венгард-2» і єдиним, що виконав свою місію. Запуск відбувся 17 лютого 1959 року о 15:55:02 GMT з космодрому мису Канаверал на борту ракети-носія Vanguard SLV-4. Супутник був призначений для вимірювання розподілу хмарного покриву на денній частині своєї орбіти протягом 19 днів, та надавати дані про щільність атмосфери протягом всього життя своєї роботи (приблизно 300 років).

## Інші супутники серії «Венгард-2»
Перед тим як було успішно запущено «Венгард-2E» (що згодом отримав назву «Венгард-2») дослідницька лабораторія ВМФ США зробила декілька спроб запустити схожі моделі з серії «Венгард-2», але жоден з них не зміг вийти на орбіту з технічних причин. Ось їх перелік:
- Vanguard 2A: запущений 29 квітня 1958 року ракетою Vanguard TV-5
- Vanguard 2B: запущений 28 травня 1958 року ракетою Vanguard SLV-1
- Vanguard 2C: запущений 26 червня 1958 року ракетою Vanguard SLV-2
- Vanguard 2D: запущений 26 вересня 1958 року ракетою Vanguard SLV-3

## Політ
«Вендард-2» стартував з космодрому мису Канаверал, штат Флорида, 17 лютого 1959 року о 15:55:02 GMT. Після запуску о 16:04:38 на висоті 555 км було відокремлено третій ступінь ракети-носія. Телеметричні дані показали, що відразу після відділення супутника від третього ступеня залишки твердого палива в третьому ступені спалахнули, змусивши його наздогнати та «підштовхнути» супутник, викликавши прецесуючий (хитаючий) рух на осі обертання. Третій ступінь з вагою 21,3 кг також вийшов на орбіту. Супутник вийшов на початкову орбіту 559 × 3320 км, 125,8 хв з нахилом 32,88°. Телеметричний передавач працював протягом 23 днів, але дані про хмарний покрив були сильно погіршені через коливання осі обертання. Передавач радіомаяка Minitrack працював протягом 26 днів до 15 березня, протягом яких було зроблено 244 первинних спостереження Minitrack. Після того як батареї розрядилися, супутник все ще оптично відстежувався з Землі для вивчення атмосферного опору та гравітаційного поля. Супутник Vanguard 2 має очікуваний загальний термін служби на орбіті від 200 до 300 років.

## Будова супутника
Супутник Vanguard 2 являв собою магнієву сферу вагою 10,75 кг, діаметром 50,8 см. Сфера була всередині позолочена, а зовні покрита алюмінієвим шаром, покритим полірованим монооксидом кремнію достатньої товщини для забезпечення теплового контролю приладів. Усередині був тиск. Пакет приладів корисного навантаження був встановлений у центрі сфери. Пакунок був укладений у циліндричну стопку з ртутними батареями внизу, за якими йшла електроніка мінітрекової системи стеження, електроніка навколишнього середовища, телеметричні прилади та електроніка експерименту. Під пакетом у нижній частині сфери був роздільний пристрій, підпружинена труба з таймером, призначена для відштовхування супутника від третього ступеня після досягнення орбіти. У верхній частині внутрішньої частини сфери був манометр. Він також мав два оптичних телескопи з двома фотоелементами, встановленими на протилежних сторонах сфери під кутом 45° до номінальної осі обертання. Чотири 30-дюймові підпружинені металеві стрижні були складені вздовж екватора сфери і радіально виступали назовні, коли їх розгортали, діючи як антена турнікета. Радіозв'язок забезпечувався телеметричним передавачем потужністю 1 Вт, 108,03 МГц, який запускався наземною станцією, і передавачем маяка Minitrack потужністю 10 МВт, 108 МГц, який посилав безперервний сигнал для відстеження. Приймач команд використовувався для активації 50-хвилинного магнітофона, який передавав дані експерименту телескопа на телеметричний передавач. Сателіт був стабілізований на 50 об/хв.
Радіозв'язок здійснювали: передавач телеметрії потужністю 1 Вт з частотою-носієм 108,03 МГц і радіомаяк потужністю 10 мВт з частотою-носієм 108 МГц, що надсилав неперервний сигнал для відстеження траєкторії. Приймач команд використовувався для вмикання плівкового магнітофона, щоб передавати дані, отримані з оптичних телескопів.
Живлення забезпечували ртутно-цинкові батареї.